# Duje Draganja
Duje Draganja (ur. 27 lutego 1983 w Splicie) – chorwacki pływak, wicemistrz olimpijski z Aten oraz olimpijczyk z Sydney i Pekinu, wicemistrz świata, pięciokrotny medalista mistrzostw Europy, były rekordzista świata (na basenie 25 m), zdobywca wielu medali mistrzostw świata i mistrzostw Europy na basenie 25 m.

## Przebieg kariery
W 2000 uczestniczył w mistrzostwach świata na basenie 25 m, gdzie zajął 36. pozycję w konkurencji 50 m st. dowolnym oraz 10. pozycję w rywalizacji sztafet 4 × 100 m tym samym stylem. Startował na mistrzostwach Europy w Helsinkach, w ramach których był członkiem chorwackiej ekipy uczestniczącej w konkurencji 4 × 100 m st. dowolnym, ta sztafeta zajęła ostatecznie 9. pozycję. Również w tym samym roku wystąpił na igrzyskach olimpijskich w Sydney – w konkurencji 100 m st. dowolnym odpadł w półfinale, zajmując 11. pozycję z czasem 49,67; w konkurencji 4 × 100 m st. dowolnym chorwacki zespół z jego udziałem zajął 19. pozycję z czasem 3:24,96, natomiast w konkurencji 4 × 100 m st. zmiennym ekipa Chorwatów (także z udziałem Draganji) zajęła w końcowej klasyfikacji 14. pozycję z czasem 3:42,73.
Na mistrzostwach Europy na basenie 25 m rozgrywanych w Walencji zdobył brązowy medal w konkurencji 4 × 50 m st. zmiennym, jak również m.in. zajął 4. pozycję w konkurencji 100 m st. dowolnym. Wystąpił na mistrzostwach świata w Fukuoce, na których najlepszy wynik osiągnął w konkurencji 100 m st. dowolnym, gdzie zajął 10. pozycję – to jedyna konkurencja, w której Chorwat przeszedł przez etap eliminacji. Na czempionacie w Antwerpii zdobył drugi już medal mistrzostw Europy na krótkim basenie, był to brązowy medal w konkurencji 100 m st. dowolnym. W 2002 roku został natomiast brązowym medalistą mistrzostw Europy na basenie 50 m, w konkurencji 100 m st. dowolnym.
W swoim drugim występie olimpijskim, który miał miejsce w Atenach, wystąpił w czterech konkurencjach. W konkurencji 50 m st. dowolnym awansował do finału, w którym uzyskał wynik 21,94 dający mu srebrny medal. Indywidualnie był też zakwalifikował się do finału w konkurencjach 100 m st. dowolnym (w nim zajął 6. pozycję z czasem 49,23) oraz 100 m st. motylkowym (w finale zajął 7. pozycję z rezultatem czasowym 52,46). Natomiast w konkurencji 4 × 100 m st. dowolnym zespół chorwacki z jego udziałem zajął 13. pozycję z czasem 3:21,01.
W 2004 został brązowym medalistą mistrzostw świata na basenie 25 m, w konkurencji 50 m st. motylkowym; rok później zaś wywalczył tytuł wicemistrza świata w konkurencji 50 m st. dowolnym. W 2006 został mistrzem świata na krótkim basenie w konkurencji 50 m st. dowolnym, a także zdobywcą dwóch medali na mistrzostwach Europy – srebrnego w konkurencji 50 m st. motylkowym oraz brązowego w konkurencji 50 m st. dowolnym. W 2007 roku wywalczył tytuł wicemistrza Europy na basenie 25 m, w konkurencji 50 m st. dowolnym. Rok później został dwukrotnym mistrzem Europy na basenie 50 m, Chorwat wywalczył medale w konkurencjach 50 m st. dowolnym, a także 4 × 100 m st. zmiennym.
11 kwietnia 2008, podczas rozgrywanych w Manchesterze mistrzostw świata na krótkim basenie, wystąpił w konkurencji 50 m st. dowolnym, w której zdobył złoty medal i w finale uzyskał czas 20,81 będący nowym rekordem świata na basenie 25 m. Na tej samej imprezie sportowej otrzymał także brązowy medal w konkurencji 100 m tym samym stylem pływackim.
W ramach letnich igrzysk olimpijskich w Pekinie wystąpił w trzech w konkurencjach. Indywidualnie wystąpił w konkurencjach pływackich stylem dowolnym, w zawodach rozgrywanych na dystansie 50 m zajął 10. pozycję z czasem 21,85, natomiast na dystansie 100 m odpadł w fazie eliminacji, gdzie uzyskał rezultat czasowy 49,49 i zajął ostatecznie 34. pozycję w tabeli wyników. W rywalizacji sztafet, brał udział w konkurencji 4 × 100 m st. zmiennym, gdzie chorwacki zespół zakończył zmagania na 12. pozycji z czasem 3:37,69.
Na rozgrywanych w Rijece mistrzostwach Europy na basenie 25-metrowym otrzymał dwa brązowe medale, w konkurencjach 50 m oraz 4 × 50 m st. dowolnym. W 2009 zajął 4. pozycję w konkurencji 50 m st. dowolnym i 8. pozycję w konkurencji 50 m st. motylkowym, podczas mistrzostw świata w Rzymie, poza tym tylko na tym czempionacie ustanowił trzy nowe rekordy Chorwacji (21,29 w konkurencji 50 m st. dowolnym; 48,18 w konkurencji 100 m st. dowolnym oraz 23,03 w konkurencji 50 m st. motylkowym). Uczestniczył w mistrzostwach Europy na krótkim basenie rozgrywanym w Stambule, gdzie zdobył trzy medale – złoty w konkurencji 100 m st. zmiennym oraz srebrny w konkurencjach 50 m st. dowolnym i 4 × 50 m tym samym stylem.

## Rekordy życiowe
| Konkurencja               | Data             | Miejsce    | Rezultat   |
| Basen 50 m                | Basen 50 m       | Basen 50 m | Basen 50 m |
| ------------------------- | ---------------- | ---------- | ---------- |
| 50 m stylem dowolnym      | 31 lipca 2009    | Rzym       | 21,29      |
| 100 m stylem dowolnym     | 29 lipca 2009    | Rzym       | 48,18      |
| 50 m stylem motylkowym    | 26 lipca 2009    | Rzym       | 23,03      |
| 100 m stylem motylkowym   | 20 sierpnia 2004 | Ateny      | 52,46      |
| 4 × 100 m stylem dowolnym | 18 marca 2008    | Eindhoven  | 3:18,25    |
| 4 × 100 m stylem zmiennym | 24 marca 2008    | Eindhoven  | 3:36,32    |
| Basen 25 m                |                  |            |            |
| 50 m stylem dowolnym      | 10 grudnia 2009  | Stambuł    | 20,70      |
| 100 m stylem dowolnym     | 20 grudnia 2009  | Sisak      | 46,08      |
| 200 m stylem dowolnym     | 17 grudnia 2006  | Zagrzeb    | 1:53,89    |
| 50 m stylem motylkowym    | 20 grudnia 2009  | Sisak      | 22,63      |
| 100 m stylem motylkowym   | 19 grudnia 2009  | Sisak      | 50,26      |
| 100 m stylem zmiennym     | 13 grudnia 2009  | Stambuł    | 51,20      |
| 200 m stylem zmiennym     | 22 marca 2009    | Zagrzeb    | 2:00,44    |
| 4 × 50 m stylem dowolnym  | 13 grudnia 2009  | Stambuł    | 1:23,18    |
| 4 × 100 m stylem dowolnym | 16 marca 2000    | Ateny      | 3:18,33    |
| 4 × 50 m stylem zmiennym  | 14 grudnia 2000  | Walencja   | 1:37,71    |
| 4 × 100 m stylem zmiennym | 9 kwietnia 2006  | Szanghaj   | 3:34,14    |

Źródło: 